# Boulevard Chave

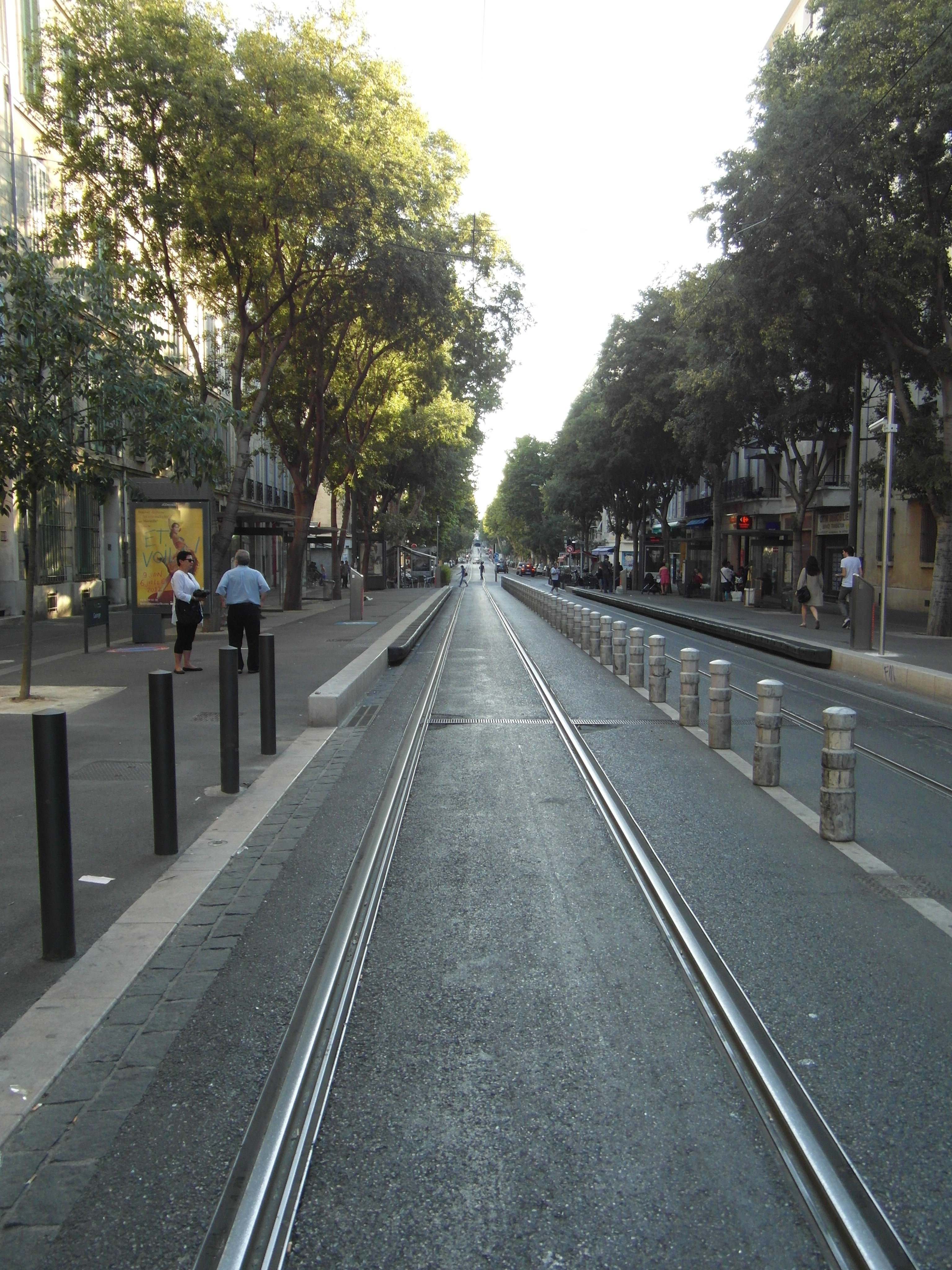
Le boulevard Chave en 2012.

Le boulevard Chave est une voie située dans les 4e et 5e arrondissements de Marseille. Percé à partir de 1830, il est l’axe principal est-ouest du quartier du Camas. 

## Situation et accès
Il relie la place Jean-Jaurès (dite « La Plaine ») à la place de la Gare de la Blancarde. Il est emprunté par une ligne de tramway depuis 1893 : la ligne 68 devenue en  2007 ligne T1. Le tramway accède au boulevard depuis la Gare de l’Est via un tunnel passant sous la place Jean-Jaurès.  

## Origine du nom
Il porte dès sa création le nom de ses promoteurs, André et Nicolas Chave, propriétaires de vastes terrains agricoles sur les pentes est du plateau Saint-Michel (La Plaine), dans le quartier alors rural du Camas, et qui sont à l’origine de l'urbanisation de celui-ci. 

## Historique
À partir de 1830 Marseille connaît une importante croissance. De nouveaux quartiers se créent, dus à des initiatives privées. Au Camas les frères Chave associés avec des propriétaires fonciers voisins soumettent à l’approbation de la Ville le plan d’un immense lotissement portant sur l'ensemble du quartier. Le projet est d’abord rejeté par le conseil municipal pour manque d'issues sur les voies publiques, puis autorisé après acquisition par ses promoteurs des terrains nécessaires à la création de ces débouchés.
Le 25 avril 1841 une ordonnance royale autorise la création du nouveau quartier. Cette reconnaissance officielle donne un grand élan aux constructions d’immeubles de rapport. En fait, le développement du quartier est déjà en cours : dès 1830, pour attirer les acheteurs, les frères Chave construisent une salle de spectacle à l’angle du boulevard et de la rue de Bruys. Le boulevard et la trame orthogonale du nouveau quartier jusqu’au boulevard Mérentié (devenu boulevard Eugène Pierre) figurent sur un plan topographique de la ville dressé en 1836.
Axes principaux est-ouest et nord-sud du quartier, les boulevard Chave et Mérentié sont conçus comme des promenades arborées, à l’instar d’autres voies créées à Marseille au début du XIXe : le boulevard des Dames ainsi que les boulevards aménagés sur l’emprise des remparts de Louis XIV par le préfet Delacroix.
Le boulevard Chave est prolongé une première fois en 1848 sur l'initiative d'un propriétaire. Puis le Conseil municipal, par une délibération du 16 octobre 1851, approuve un projet élaboré par le directeur des travaux communaux de poursuite de la promenade jusqu’au ruisseau du Jarret, et le déclare l'utilité publique. À la fin de 1854 le boulevard atteint les rives du ruisseau, puis la station de la Blancarde ouverte en 1872.
Le boulevard est classé dans la voirie de la Ville de Marseille le 9 décembre 1856.

### Vie du quartier
Au XXIe siècle le boulevard et son voisinage, notamment dans sa première partie à l’ouest du                 boulevard Sakakini, bien desservis par le tramway dont l’emprise limite la circulation automobile, et bénéficiant de nombreux commerces de proximité, attire des habitants issues des classes moyennes et de jeunes couples qui en apprécient la « vie de village ». 
Les pistes cyclables  aménagées sur les trottoirs depuis le début des années 2000 mettent en danger les piétons. En 2024 une pétition à l’initiative d’associations et de la mairie de secteur est lancée pour demander à la Métropole à qui en a la compétence de repenser leur aménagement, afin que les trottoirs soient réservés aux piétons et aux terrasses des nombreux cafés et restaurants.

## Bâtiments remarquables et lieux de mémoire
- Au no 1, bâtiment qui fait l'angle avec la Plaine, se trouve un immeuble construit par l'architecte Gaudensi Allar (1841-1904), frère aîné du sculpteur André-Joseph Allar (1845-1926), Grand Prix de Rome de sculpture en 1869, et où fut placé par Nicolas Henri Chave un buste en marbre en mémoire de son père en 1889 ;
- Au no 17, le théâtre Chave. En 1839 les frères Chave installent sur leur propriété un « Cercle du Midi » bientôt transformé en théâtre amateur, puis trois ans plus tard un théâtre de 1000 à 1200 places inauguré le 27 novembre 1842, symbole du théâtre populaire marseillais où la tragédienne Rachel accepte de jouer dans Polyeucte le 2 juillet 1848 aux côtés de comédiens amateurs[11]. Le Pétomane a commencé à s’y produire en 1887[12]. Y sont aussi donnés des vaudevilles, des mélodrames et même de l’opéra, et chaque année une saison de Pastorales provençales. Il devient cinéma en 1913[13]. Détruit en 1968[14] il est remplacé par les bureaux du PMU puis par un ensemble d’habitations ;
- Au no 51 a habité l'ingénieur et membre de l'Académie de Marseille Philippe Matheron[15] ;
- Au no 72 se dresse l'immeuble où est né l’acteur Fernandel. Un buste sculpté le représente avec un chapeau et son large sourire, et est dressé à proximité l’angle des boulevards Chave et  Eugène-Pierre ;
- Du no 153 au no 301 au moins huit immeubles sont de style art déco[16].
- Au no 166 s'est trouvé le Mondain, une salle de 504 places ouverte en 1915 qui fut music-hall, salle de spectacle et de cinéma. Il ferme au début des années 1960[17] ;
- Au no 191, à l’angle de la rue George, se trouvait entre 1852 et 1958 la prison Chave bâtie par les architectes Vincent Barral et Auguste Martin. Elle était entourée par un mur d’enceinte de 105 m de côté, avec quatre bâtiments reliés à une chapelle centrale, sur le modèle du panoptique de Bentham[18]. Pendant la Seconde Guerre mondiale, des juifs et des résistants y sont détenus. Le chef du réseau Combat, Jean Gemähling, s'en échappe en 1943[réf. nécessaire].
- L’école élémentaire Chave a été construite à la fin des années 1950 sur le site de la prison. Le dirigeant soviétique Nikita Khrouchtchev et son épouse l’on visité le 28 mars 1960, ainsi que d’autres réalisations récente dans la ville, lors de l’étape marseillaise d’un voyage officiel en France[19].
- Au no 227 a habité Édouard Balladur dans sa jeunesse[20] ;
- Au no 312 bis a habité Jean-Pierre Péroncel-Hugoz dans sa jeunesse[réf. nécessaire].